# Krogulec (Basse-Silésie)
Pour les articles homonymes, voir Krogulec.
Krogulec est une localité polonaise de la gmina de Mysłakowice, située dans le powiat de Jelenia Góra en voïvodie de Basse-Silésie.